# Meat Puppets
Meat Puppets är ett rockband från Scottsdale, Arizona grundat under det tidiga 1980-talet. Bandet hade ett samarbete med Nirvana och spelade låtarna "Plateau", "Oh Me" och "Lake of Fire" på konserten MTV Unplugged in New York. Nirvana medverkade även på Meat Puppets skiva Too High to Die. Bandet splittrades efter skivan No Joke!, men då Meat Puppets fortfarande hade en skiva kvar på sitt kontrakt med London Records släppte Curt Kirkwood en skiva under namnet Golden Lies. Curt var dock den ende medlemmen kvar från den gamla tiden. 
Bandet återförenades 2006 och släppte 2007 Rise to you Knees. Derreck Bostrom var inte intresserad av att börja spela igen, så bandet anställde Ted Marcus. 
2008 framförde Meat Puppets sin andra skiva Meat Puppets II i helhet på den engelska festivalen ATP.
2009 släppte bandet Sewn Together följt av en turné i USA.
Inför deras nya skivsläpp Lollipop frågade man Kyle Ellison, som trummade på Golden Lies, om han ville gå med i bandet igen.
2011 släppte bandet Lollipop och följde upp detta med sin första Europaturné sedan 1995. 
Bandet besökte bland annat England och ATP-festivalen där de denna gång framförde Up on the Sun i sin helhet.

## Medlemmar
Nuvarande medlemmar:
- Curt Kirkwood – sång, gitarr (1980–1996, 1999–2002, 2006– )
- Cris Kirkwood – basgitarr, bakgrundssång (1980–1996, 2006– )
- Derrick Bostrom – trummor (1980–1996, 2018– )
- Elmo Kirkwood – gitarr (2018– ) (turnerande medlem 2011–2017)
- Ron Stabinsky – keyboard (2018– ) (turnerande medlem 2017)

Tidigare medlemmar
- Shandon Sahm – trummor (1999–2002, 2009–2018)
- Andrew Duplantis – basgitarr (1999–2002)
- Kyle Ellison – gitarr (1999–2002)
- Ted Marcus – trummor (2006–2009)

Turnerande medlemmar
- Troy Meiss – gitarr (1994)

## Diskografi
Studioalbum
- Meat Puppets (1982)
- Meat Puppets II (1983)
- Up on the Sun (1985)
- Mirage (1987)
- Huevos (1987)
- Monsters (1989)
- Forbidden Places (1991)
- Too High to Die (1994)
- No Joke! (1995)
- Golden Lies (2000)
- Rise to your Knees (2007)
- Sewn Together (2009)
- Lollipop (2011)
- Rat Farm (2013)
- Dusty Notes (2019)

Livealbum
- Live in Montana (1999)
- Meat Puppets Live (2002)

EP
- In a Car (1981)
- Out My Way (1986)
- 4 Track Promo (1994)
- Lake of Fire (1994)
- Raw Meat (1994)
- Tender Cuts From The Meat Puppets (1994)
- You Love Me EP (1999)
- Daytrotter Session (2009)
- Daytrotter Session (2013)

Singlar
- "Swimming Ground" (1985)
- "I Am a Machine" / "Get on Down" (1987)
- "I Can't Be Counted On"" / ""Paradise" (1987)
- "Sam" (1991) (#13 på Billboard Hot Modern Tracks)
- "Whirlpool" (1991)
- "Backwater" (1994) (#47 på Billboard Hot 100, #2 på Billboard Hot Mainstream Rock Tracks, #11 på Billboard Hot Modern Tracks)
- "Roof With a Hole" (1994)
- "We Don't Exist" (1994) (#28 på Billboard Hot Mainstream Rock Tracks)
- "Scum" (1995) (#20 på Billboard Hot Mainstream Rock Tracks, #23 på Billboard Hot Modern Tracks)
- "Taste of the Sun" (1995)
- "Armed and Stupid" (2000)